# Pothyne pici
Pothyne pici är en skalbaggsart som beskrevs av Stefan von Breuning 1948. Pothyne pici ingår i släktet Pothyne och familjen långhorningar.
Artens utbredningsområde är Laos. Inga underarter finns listade i Catalogue of Life.